# Голяма награда на Русия
Голямата награда на Русия (на руски: Гран-при России) е кръг от Световния шампионат на ФИА - Формула 1, който дебютира през 2014 г.
Това ще бъде и първото състезание от създадения през 1950 г. шампионат, проведено в Русия. Голяма награда на Русия е проведена два пъти – през 1913 и 1914 г. в Санкт Петербург.
След няколко десетилетия на опит за възстановяване на състезанието Бърни Екълстоун и шефа на Краснодарски край Михаил Капирулин официално подписват договор в присъствието на руския премиер Владимир Путин за състезание, което може да се проведе в черноморския курорт град Сочи.
Преди Формула 1, за Голяма награда на Русия се е считало ралито на Петербургския автомобилен клуб, което е проведено през 1913 и 1914 г.

## Победители
| Година      | Пилот          | Конструктор    | Писта           | Статистика     |
| ----------- | -------------- | -------------- | --------------- | -------------- |
| 2023 - 2022 | Не се провежда | Не се провежда | Не се провежда  | Не се провежда |
| 2021        | Луис Хамилтън  | Мерцедес       | Сочи            | Статистика     |
| 2020        | Валтери Ботас  | Мерцедес       | Сочи            | Статистика     |
| 2019        | Луис Хамилтън  | Мерцедес       | Сочи            | Статистика     |
| 2018        | Луис Хамилтън  | Мерцедес       | Сочи            | Статистика     |
| 2017        | Валтери Ботас  | Мерцедес       | Сочи            | Статистика     |
| 2016        | Нико Росберг   | Мерцедес       | Сочи            | Статистика     |
| 2015        | Луис Хамилтън  | Мерцедес       | Сочи            | Статистика     |
| 2014        | Луис Хамилтън  | Мерцедес       | Сочи            | Статистика     |
| 2013 - 1915 | Не се провежда | Не се провежда | Не се провежда  | Не се провежда |
| 1914        | Уили Шол       | Бенц           | Санкт Петербург | Статистика     |
| 1913        | Георги Суворин | Бенц           | Санкт Петербург | Статистика     |

## Статистика победи

### Пилоти
| Победи | Пилот         | Постигнати             |
| ------ | ------------- | ---------------------- |
| 4      | Луис Хамилтън | 2014, 2015, 2018, 2019 |

### Конструктори
| Победи | Конструктор | Постигнати                         |
| ------ | ----------- | ---------------------------------- |
| 6      | Мерцедес    | 2014, 2015, 2016, 2017, 2018, 2019 |

### Двигатели
| Победи | Двигател | Постигнати                         |
| ------ | -------- | ---------------------------------- |
| 6      | Мерцедес | 2014, 2015, 2016, 2017, 2018, 2019 |

### Националност на пилотите
| Победи | Страна         | Постигнати             | Пилоти |
| ------ | -------------- | ---------------------- | ------ |
| 4      | Великобритания | 2014, 2015, 2018, 2019 | 1      |